# Ministerium für Staatsvermögen

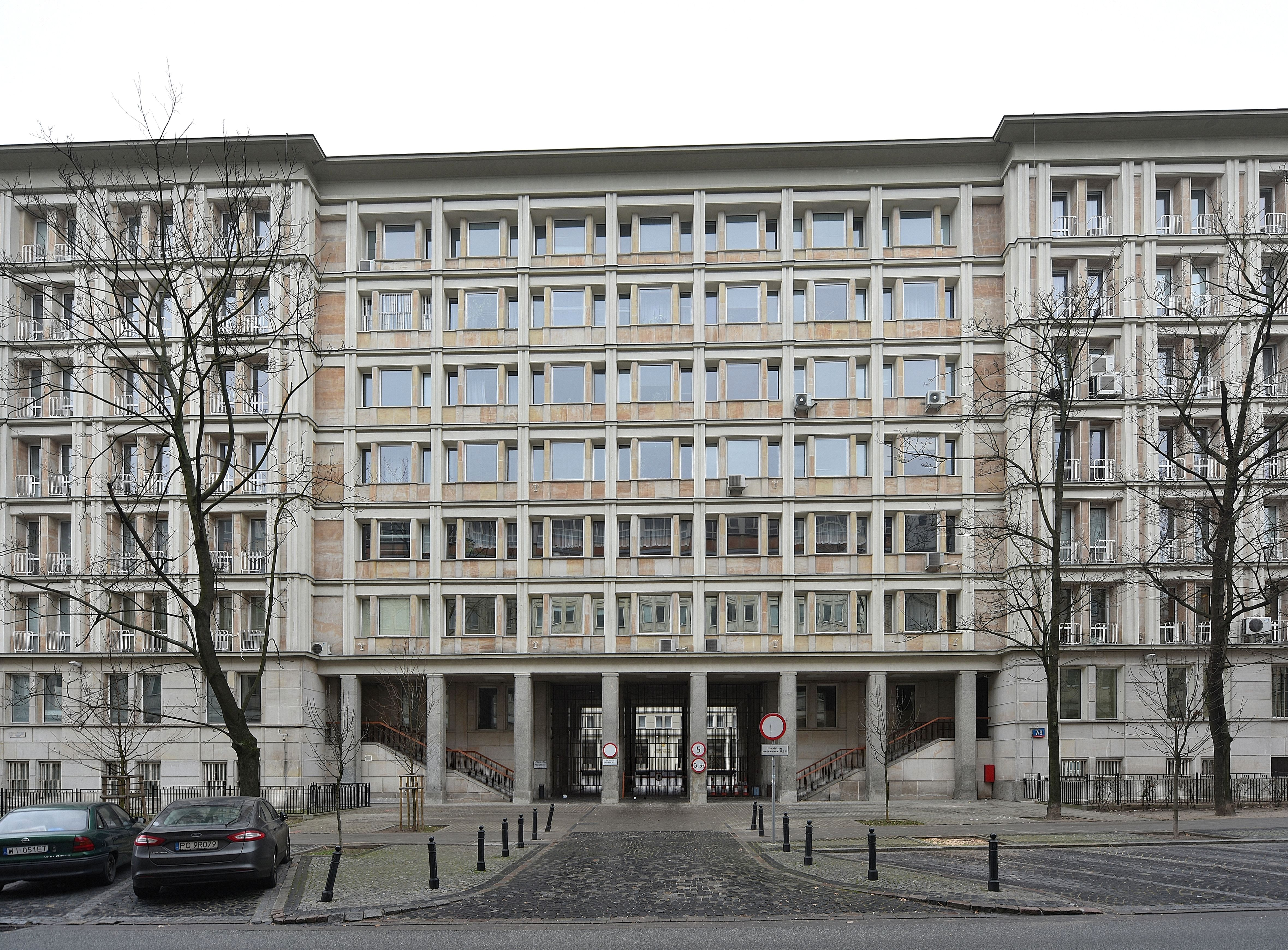
Ministerium für Staatsvermögen in Warschau (2017)

Das Ministerium für Staatsvermögen (polnisch Ministerstwo Skarbu Państwa, deutsch wörtlich Ministerium für den Schatz des Staats) war eines der Ministerien der Dritten Republik Polens. Der Sitz des Ministeriums befand sich in der Landeshauptstadt Warschau.
Das Ministerium ging zum 1. Oktober 1996 aus dem Ministerstwo Przekształceń Własnościowych (deutsch Ministerium für die Eigentumsumwandlung oder Privatisierungsministerium)  hervor. Die Auflösung erfolgte am 31. Dezember 2016.

## Aufgaben
Aufgaben des Ministeriums waren unter anderem;
- die Aufsicht über das Staatsvermögen, darunter Bergbauunternehmen wie Katowicki Holding Węglowy
- Vertretung der Staatsinteressen bezogen auf das Staatseigentum
- Vorbereitung und Durchführung von Privatisierungen
- Erschließung von Privatisierungsmöglichkeiten
- Vorbereitung von Gesetzen, welche das Staatsvermögen betreffen

Das Ministerium musste weiterhin jährlich einen Bericht über den Stand der Privatisierungen abgeben.

## Minister
- Mirosław Pietrewicz vom 1. Oktober 1996 bis zum 31. Oktober 1997
- Emil Wąsacz vom 31. Oktober 1997 bis zum 16. August 2000
- Andrzej Chronowski vom 16. August 2000 bis zum 28. Februar 2001
- Aldona Kamela-Sowińska vom 28. Februar 2001 bis zum 19. Oktober 2001
- Wiesław Kaczmarek vom 19. Oktober 2001 bis zum 7. Januar 2003
- Sławomir Cytrycki vom 7. Januar 2003 bis zum 2. April 2003
- Piotr Czyżewski vom 2. April 2003 bis zum 21. Januar 2004
- Jerzy Hausner (interimistisch) vom 21. bis zum 28. Januar 2004#
- Zbigniew Kaniewski vom 28. Januar bis zum 2. Mai 2004
- Jacek Socha vom 2. Mai 2004 bis zum 31. Oktober 2005
- Andrzej Mikosz vom 31. Oktober 2005 bis zum 3. Januar 2006
- Kazimierz Marcinkiewicz (interimistisch) vom 4. Januar 2006 bis zum 15. Februar 2006
- Wojciech Jasiński vom 15. Februar bis zum 16. November 2007
- Aleksander Grad vom 16. November 2007 bis zum 18. November 2011
- Mikołaj Budzanowski vom 18. November 2011 bis zum 24. April 2013
- Włodzimierz Karpiński vom 24. April 2013 bis zum 15. Juni 2015
- Andrzej Czerwiński vom 16. Juni 2015 bis zum 16. November 2015
- Dawid Jackiewicz vom 16. November 2015 bis zum 15. September 2016
- Henryk Kowalczyk (interimistisch) vom 16. September 2016 bis zum 31. Dezember 2016

## Regionalvertretungen
Zur Koordinierung seiner Aktivitäten hatte das Ministerium eine Reihe von Büros außerhalb Warschaus. Diese Vertretungen waren:
- Białystok für die Woiwodschaft Podlachien
- Ciechanów für die Woiwodschaft Masowien
- Danzig für die Woiwodschaften Pommern und Ermland-Masuren
- Katowice für die Woiwodschaft Schlesien
- Kielce für die Woiwodschaft Heiligkreuz
- Krakau für die Woiwodschaft Kleinpolen
- Lublin für die Woiwodschaft Lublin
- Łódź für die Woiwodschaft Łódź
- Posen für die Woiwodschaften Großpolen und Lebus
- Rzeszów für die Woiwodschaft Karpatenvorland
- Stettin für die Woiwodschaft Westpommern
- Toruń für die Woiwodschaft Kujawien-Pommern
- Breslau für die Woiwodschaften Niederschlesien und Oppeln